# Castro de Fuentidueña
Castro de Fuentidueña település Spanyolországban, Segovia tartományban. Castro de Fuentidueña Torreadrada, Castrojimeno, Cobos de Fuentidueña és Fuentesoto községekkel határos. Lakosainak száma 48 fő (2024).

## Népesség
A település népessége az elmúlt években az alábbi módon változott:
| Lakosok száma | 90   | 73   | 71   | 56   | 51   | 40   | 32   | 31   | 47   | 48   |
|               | 2001 | 2004 | 2007 | 2009 | 2012 | 2014 | 2017 | 2019 | 2022 | 2024 |